# Los Ramírez, Aguascalientes
Los Ramírez är en ort i Mexiko.   Den ligger i kommunen Jesús María och delstaten Aguascalientes, i den centrala delen av landet, 400 km nordväst om huvudstaden Mexico City. Los Ramírez ligger 1 862 meter över havet och antalet invånare är 683.
Terrängen runt Los Ramírez är platt åt sydost, men åt nordväst är den kuperad. Runt Los Ramírez är det tätbefolkat, med 459 invånare per kvadratkilometer. Närmaste större samhälle är Aguascalientes, 10,7 km söder om Los Ramírez. Trakten runt Los Ramírez består till största delen av jordbruksmark.